# معالجة البتات
معالجة البتات (بالإنجليزية: Bit manipulation)‏ هو مصطلح يشير إلى فعل يُراد به تغيير بتّ واحد، أو عدةِ بتات منفصلة ضمن البايت أو الكلمة. إن معالجة كامل البايت، أو الكلمة، أكثر شيوعاً، وهي أسهل عموماً.